# رون جيفرسون
رون جيفرسون (بالإنجليزية: Ron Jefferson)‏ هو عازف جاز أمريكي، ولد في 13 فبراير 1926 في نيويورك في الولايات المتحدة، وتوفي في 7 مايو 2007.

## وصلات خارجية
- رون جيفرسون على موقع ميوزك برينز (الإنجليزية)
- رون جيفرسون على موقع أول ميوزيك (الإنجليزية)
- رون جيفرسون على موقع ديسكوغز (الإنجليزية)